# Fodbold i Spanien 2017-18
2017-18-sæson var den 116. sæson med turneringsfodbold i Spanien.

## Op- og nedrykning

### Pre-sæson
| Liga                       | Oprykning til liga | Nedrykning fra liga |
| -------------------------- | --- | --- |
| La Liga                    | - Getafe - Girona - Levante | - Granada - Osasuna - Sporting Gijón |
| Segunda División           | - Albacete - Barcelona B - Cultural Leonesa - Lorca FC | - Elche - Mallorca - Mirandés - UCAM Murcia |
| Segunda División B         | - Atlético Madrid B - Badajoz - Cerceda - Deportivo Aragón - Deportivo La Coruña B - Écija - Formentera - Gimnástica Segoviana - Las Palmas Atlético - Lorca Deportiva - Olot - Ontinyent - Peña Deportiva - Peña Sport - Peralada - Rápido de Bouzas - Real Betis B - Sporting Gijón B - Talavera de la Reina - Unión Adarve - Vitoria | - Arandina - Atlético Levante - Atlético Mancha Real - Atlético Sanluqueño - Boiro - Eldense - Espanyol B - Gavà - Jaén - L'Hospitalet - La Roda - Linares - Mallorca B - Mensajero - Mutilvera - Palencia - Prat - Sestao River - Socuéllamos - Somozas - Zamudio |
| Primera División (kvinder) | - Madrid CFF - Sevilla | - Oiartzun - Tacuense |

1. 1 2 3 4  Boiro and Gavà, relegated due to unpaid debts to their players. Peralada and Cerceda bought their berths.
2. 1 2  As Mallorca B was relegated due the relegation of Mallorca, Peña Deportiva occupied its place.

## Herrefodbold

### Ligasæson

#### La Liga
| Pos | Hold                    | K  | V  | U  | T  | M+ | M- | MF  | P  | Kvalifikation eller nedrykning                            |
| --- | ----------------------- | -- | -- | -- | -- | -- | -- | --- | -- | --------------------------------------------------------- |
| 1   | Barcelona (M)           | 38 | 28 | 9  | 1  | 99 | 29 | +70 | 93 | Kvalifikation til Champions League gruppespil             |
| 2   | Atlético Madrid         | 38 | 23 | 10 | 5  | 58 | 22 | +36 | 79 | Kvalifikation til Champions League gruppespil             |
| 3   | Real Madrid             | 38 | 22 | 10 | 6  | 94 | 44 | +50 | 76 | Kvalifikation til Champions League gruppespil             |
| 4   | Valencia                | 38 | 22 | 7  | 9  | 65 | 38 | +27 | 73 | Kvalifikation til Champions League gruppespil             |
| 5   | Villarreal              | 38 | 18 | 7  | 13 | 57 | 50 | +7  | 61 | Kvalifikation til Europa League gruppespil                |
| 6   | Real Betis              | 38 | 18 | 6  | 14 | 60 | 61 | −1  | 60 | Kvalifikation til Europa League gruppespil                |
| 7   | Sevilla                 | 38 | 17 | 7  | 14 | 49 | 58 | −9  | 58 | Kvalifikation til Europa League anden kvalifikationsrunde |
| 8   | Getafe                  | 38 | 15 | 10 | 13 | 42 | 33 | +9  | 55 |                                                           |
| 9   | Eibar                   | 38 | 14 | 9  | 15 | 44 | 50 | −6  | 51 |                                                           |
| 10  | Girona                  | 38 | 14 | 9  | 15 | 50 | 59 | −9  | 51 |                                                           |
| 11  | Espanyol                | 38 | 12 | 13 | 13 | 36 | 42 | −6  | 49 |                                                           |
| 12  | Real Sociedad           | 38 | 14 | 7  | 17 | 66 | 59 | +7  | 49 |                                                           |
| 13  | Celta Vigo              | 38 | 13 | 10 | 15 | 59 | 60 | −1  | 49 |                                                           |
| 14  | Alavés                  | 38 | 15 | 2  | 21 | 40 | 50 | −10 | 47 |                                                           |
| 15  | Levante                 | 38 | 11 | 13 | 14 | 44 | 58 | −14 | 46 |                                                           |
| 16  | Athletic Bilbao         | 38 | 10 | 13 | 15 | 41 | 49 | −8  | 43 |                                                           |
| 17  | Leganés                 | 38 | 12 | 7  | 19 | 34 | 51 | −17 | 43 |                                                           |
| 18  | Deportivo La Coruña (N) | 38 | 6  | 11 | 21 | 38 | 76 | −38 | 29 | Nedrykning til Segunda División                           |
| 19  | Las Palmas (N)          | 38 | 5  | 7  | 26 | 24 | 74 | −50 | 22 | Nedrykning til Segunda División                           |
| 20  | Málaga (N)              | 38 | 5  | 5  | 28 | 24 | 61 | −37 | 20 | Nedrykning til Segunda División                           |

1. 1 2  Since the winners of the 2017–18 Copa del Rey, Barcelona, qualified for European competition based on league position, the spot awarded to the cup winners (Europa League group stage) was passed to the sixth-placed team and the spot awarded to the sixth-placed team (Europa League third qualifying round) was passed to the seventh-placed team.
2. 1 2  Eibar sluttede foran Girona på grund af indbyrdes opgør: Eibar 4–1 Girona, Girona 1–4 Eibar.
3. 1 2 3  Indbyrdes opgør: Espanyol 8, Real Sociedad 4, Celta Vigo 4 (Espanyol 2–1 Real Sociedad, Real Sociedad 1–1 Espanyol, Espanyol 2–1 Celta Vigo, Celta Vigo 2–2 Espanyol, Real Sociedad 1–2 Celta Vigo, Celta Vigo 2–3 Real Sociedad).
4. 1 2  Athletic Bilbao sluttede foran Leganés på grund af indbyrdes opgør: Athletic Bilbao 2–0 Leganés, Leganés 1–0 Athletic Bilbao.

#### Segunda División
| Pos | Hold                  | K  | V  | U  | T  | M+ | M- | MF  | P  | Oprykning, kvalifikation eller nedrykning |
| --- | --------------------- | -- | -- | -- | -- | -- | -- | --- | -- | ----------------------------------------- |
| 1   | Rayo Vallecano (M, O) | 42 | 21 | 13 | 8  | 67 | 48 | +19 | 76 | Oprykning til La Liga                     |
| 2   | Huesca (O)            | 42 | 21 | 12 | 9  | 61 | 40 | +21 | 75 | Oprykning til La Liga                     |
| 3   | Zaragoza              | 42 | 20 | 11 | 11 | 57 | 44 | +13 | 71 | Kvalifikation til oprykingsplayoff        |
| 4   | Sporting Gijón        | 42 | 21 | 8  | 13 | 60 | 40 | +20 | 71 | Kvalifikation til oprykingsplayoff        |
| 5   | Valladolid (O, P)     | 42 | 19 | 10 | 13 | 69 | 55 | +14 | 67 | Kvalifikation til oprykingsplayoff        |
| 6   | Numancia              | 42 | 18 | 11 | 13 | 52 | 41 | +11 | 65 | Kvalifikation til oprykingsplayoff        |
| 7   | Oviedo                | 42 | 18 | 11 | 13 | 54 | 48 | +6  | 65 |                                           |
| 8   | Osasuna               | 42 | 16 | 16 | 10 | 44 | 34 | +10 | 64 |                                           |
| 9   | Cádiz                 | 42 | 16 | 16 | 10 | 42 | 29 | +13 | 64 |                                           |
| 10  | Granada               | 42 | 17 | 10 | 15 | 55 | 50 | +5  | 61 |                                           |
| 11  | Tenerife              | 42 | 15 | 14 | 13 | 58 | 50 | +8  | 59 |                                           |
| 12  | Lugo                  | 42 | 15 | 10 | 17 | 39 | 48 | −9  | 55 |                                           |
| 13  | Alcorcón              | 42 | 12 | 16 | 14 | 37 | 42 | −5  | 52 |                                           |
| 14  | Reus                  | 42 | 12 | 16 | 14 | 31 | 42 | −11 | 52 |                                           |
| 15  | Gimnàstic             | 42 | 15 | 7  | 20 | 44 | 50 | −6  | 52 |                                           |
| 16  | Córdoba               | 42 | 15 | 6  | 21 | 57 | 65 | −8  | 51 |                                           |
| 17  | Albacete              | 42 | 11 | 16 | 15 | 35 | 46 | −11 | 49 |                                           |
| 18  | Almería               | 42 | 12 | 12 | 18 | 38 | 45 | −7  | 48 |                                           |
| 19  | Cultural Leonesa (N)  | 42 | 11 | 15 | 16 | 54 | 67 | −13 | 48 | Nedrykning til Segunda División B         |
| 20  | Barcelona B (N)       | 42 | 10 | 14 | 18 | 46 | 54 | −8  | 44 | Nedrykning til Segunda División B         |
| 21  | Lorca FC (N)          | 42 | 8  | 9  | 25 | 37 | 68 | −31 | 33 | Tvangsnedrykning til Tercera División     |
| 22  | Sevilla Atlético (N)  | 42 | 7  | 11 | 24 | 29 | 60 | −31 | 32 | Nedrykning til Segunda División B         |

1. 1 2  Zaragoza sluttede foran Sporting Gijón på grund af indbyrdes opgør: Sporting Gijón–Zaragoza 0–1, Zaragoza–Sporting Gijón 2–1
2. 1 2  Numancia sluttede foran Oviedo på grund af indbyrdes opgør: Oviedo–Numancia 3–1, Numancia–Oviedo 3–0
3. 1 2  Osasuna sluttede foran Cádiz på grund af indbyrdes opgør: Cádiz–Osasuna 0–2, Osasuna–Cádiz 1–0
4. 1 2 3  Alcorcón sluttede foran Reus og Gimnàstic på grund af indbyrdes opgør: Alcorcón 10 pts, Reus 5 pts, Gimnàstic 1 pt
5. 1 2  Almería sluttede foran Cultural Leonesa på grund af indbyrdes opgør: Cultural Leonesa–Almería 0–0, Almería–Cultural Leonesa 2–1
6. ↑  Lorca blev tvangsnedrykket til Tercera División på grund af finansielle problemer.

##### Promotion play-offs
|  | Semifinaler    | Semifinaler | Semifinaler | Semifinaler |          |   | Finale | Finale | Finale | Finale |
|  |                |             |             |             |          |   |        |        |        |        |
|  |                |             |             |             |          |   |        |        |        |        |
|  |                |             |             |             |          |   |        |        |        |        |
|  | Numancia       | 1           | 2           | 3           |          |   |        |        |        |        |
|  | Numancia       | 1           | 2           | 3           |          |   |        |        |        |        |
|  | Zaragoza       | 1           | 1           | 2           |          |   |        |        |        |        |
|  | Zaragoza       | 1           | 1           | 2           | Numancia | 0 | 1      | 1      |        |        |
|  |                |             |             |             | Numancia | 0 | 1      | 1      |        |        |
|  |                | Valladolid  | 3           | 1           | 4        |   |        |        |        |        |
|  | Valladolid     | Valladolid  | 3           | 1           | 4        | 3 | 2      | 5      |        |        |
|  | Valladolid     |             |             |             |          | 3 | 2      | 5      |        |        |
|  | Sporting Gijón | 1           | 1           | 2           |          |   |        |        |        |        |
|  | Sporting Gijón | 1           | 1           | 2           |          |   |        |        |        |        |

#### Segunda División B
| Pos | Hold                       | K  | P  |
| --- | -------------------------- | -- | -- |
| 1   | Rayo Majadahonda (O, P)    | 38 | 70 |
| 2   | Deportivo Fabril           | 38 | 69 |
| 3   | Fuenlabrada                | 38 | 65 |
| 4   | Celta Vigo B               | 38 | 63 |
| 5   | Rápido de Bouzas           | 38 | 61 |
| 6   | Navalcarnero               | 38 | 61 |
| 7   | Talavera de la Reina       | 38 | 56 |
| 8   | Real Madrid Castilla       | 38 | 55 |
| 9   | San Sebastián de los Reyes | 38 | 51 |
| 10  | Atlético Madrid B          | 38 | 51 |
| 11  | Unión Adarve               | 38 | 51 |
| 12  | Ponferradina               | 38 | 48 |
| 13  | Guijuelo                   | 38 | 45 |
| 14  | Pontevedra                 | 38 | 45 |
| 15  | Valladolid B               | 38 | 44 |
| 16  | Coruxo (P)                 | 38 | 43 |
| 17  | Toledo (N)                 | 38 | 41 |
| 18  | Racing Ferrol (N)          | 38 | 40 |
| 19  | Gimnástica Segoviana (N)   | 38 | 39 |
| 20  | Cerceda (N)                | 38 | 25 |

| Pos | Hold             | K  | P  |
| --- | ---------------- | -- | -- |
| 1   | Mirandés         | 38 | 76 |
| 2   | Sporting Gijón B | 38 | 75 |
| 3   | Real Sociedad B  | 38 | 74 |
| 4   | Bilbao Athletic  | 38 | 73 |
| 5   | Racing Santander | 38 | 68 |
| 6   | Barakaldo        | 38 | 63 |
| 7   | UD Logroñés      | 38 | 61 |
| 8   | Gernika          | 38 | 59 |
| 9   | Tudelano         | 38 | 53 |
| 10  | Leioa            | 38 | 51 |
| 11  | Burgos           | 38 | 51 |
| 12  | Arenas           | 38 | 46 |
| 13  | Real Unión       | 38 | 46 |
| 14  | Amorebieta       | 38 | 44 |
| 15  | Vitoria          | 38 | 43 |
| 16  | Izarra (P)       | 38 | 39 |
| 17  | Peña Sport (N)   | 38 | 35 |
| 18  | Lealtad (N)      | 38 | 28 |
| 19  | Osasuna B (N)    | 38 | 24 |
| 20  | Caudal (N)       | 38 | 19 |

| Pos | Hold                   | K  | P  |
| --- | ---------------------- | -- | -- |
| 1   | Mallorca (M, O, P)     | 38 | 73 |
| 2   | Villarreal B           | 38 | 65 |
| 3   | Elche (O, P)           | 38 | 63 |
| 4   | Cornellà               | 38 | 60 |
| 5   | Ontinyent              | 38 | 56 |
| 6   | Ebro                   | 38 | 56 |
| 7   | Lleida Esportiu        | 38 | 55 |
| 8   | Badalona               | 38 | 55 |
| 9   | Peralada               | 38 | 52 |
| 10  | Hércules               | 38 | 51 |
| 11  | Valencia Mestalla      | 38 | 50 |
| 12  | Sabadell               | 38 | 49 |
| 13  | Alcoyano               | 38 | 49 |
| 14  | Atlético Baleares      | 38 | 44 |
| 15  | Olot                   | 38 | 43 |
| 16  | Llagostera (N)         | 38 | 42 |
| 17  | Formentera (N)         | 38 | 41 |
| 18  | Atlético Saguntino (N) | 38 | 40 |
| 19  | Peña Deportiva (N)     | 38 | 36 |
| 20  | Deportivo Aragón (N)   | 38 | 20 |

| Pos | Hold                | K  | P  |
| --- | ------------------- | -- | -- |
| 1   | Cartagena           | 38 | 71 |
| 2   | Marbella            | 38 | 70 |
| 3   | Murcia              | 38 | 65 |
| 4   | Extremadura (O, P)  | 38 | 60 |
| 5   | Melilla             | 38 | 60 |
| 6   | Villanovense        | 38 | 54 |
| 7   | UCAM Murcia         | 38 | 52 |
| 8   | Granada B           | 38 | 51 |
| 9   | San Fernando        | 38 | 49 |
| 10  | El Ejido            | 38 | 49 |
| 11  | Linense             | 38 | 48 |
| 12  | Badajoz             | 38 | 48 |
| 13  | Jumilla             | 38 | 47 |
| 14  | Las Palmas Atlético | 38 | 47 |
| 15  | Recreativo          | 38 | 47 |
| 16  | Mérida              | 38 | 46 |
| 17  | Écija               | 38 | 45 |
| 18  | Córdoba B           | 38 | 43 |
| 19  | Betis Deportivo     | 38 | 40 |
| 20  | Lorca Deportiva     | 38 | 32 |

##### Gruppevindernes playoff
|  | Semifinals           | Semifinals       | Semifinals | Semifinals |          |   | Finals | Finals | Finals | Finals |
|  |                      |                  |            |            |          |   |        |        |        |        |
|  |                      |                  |            |            |          |   |        |        |        |        |
|  |                      |                  |            |            |          |   |        |        |        |        |
|  | Mallorca             | 3                | 0          | 3          |          |   |        |        |        |        |
|  | Mallorca             | 3                | 0          | 3          |          |   |        |        |        |        |
|  | Mirandés             | 1                | 0          | 1          |          |   |        |        |        |        |
|  | Mirandés             | 1                | 0          | 1          | Mallorca | 2 | 1      | 3      |        |        |
|  |                      |                  |            |            | Mallorca | 2 | 1      | 3      |        |        |
|  |                      | Rayo Majadahonda | 1          | 0          | 1        |   |        |        |        |        |
|  | Cartagena            | Rayo Majadahonda | 1          | 0          | 1        | 2 | 0      | 2      |        |        |
|  | Cartagena            |                  |            |            |          | 2 | 0      | 2      |        |        |
|  | Rayo Majadahonda (u) | 1                | 1          | 2          |          |   |        |        |        |        |
|  | Rayo Majadahonda (u) | 1                | 1          | 2          |          |   |        |        |        |        |

| Oprykning til Segunda División | Oprykning til Segunda División      | Oprykning til Segunda División | Oprykning til Segunda División            |
| ------------------------------ | ----------------------------------- | ------------------------------ | ----------------------------------------- |
| Elche (Et år senere)           | Extremadura (Først gang nogensinde) | Mallorca (Et år senere)        | Rayo Majadahonda (Første gang nogensinde) |

### Pokalturneringer

#### Copa del Rey
| 21. april 2018 21:30 CEST |

| Sevilla | 0–5     | Barcelona                                                              |
| ------- | ------- | ---------------------------------------------------------------------- |
|         | Rapport | - L. Suárez 14', 40' - Messi 31' - Iniesta 52' - Coutinho 69' (str.) · |

| Wanda Metropolitano, Madrid Tilskuere: 62.623 Dommer: Jesús Gil Manzano |

#### Supercopa de España

##### Første kamp
| 13. august 2017 22:00 |

| Barcelona        | 1–3     | Real Madrid                                     |
| ---------------- | ------- | ----------------------------------------------- |
| Messi 77' (str.) | Rapport | - Piqué 50' (sm.) - Ronaldo 80' - Asensio 90' · |

| Camp Nou, Barcelona Tilskuere: 89.514 Dommer: Ricardo de Burgos Bengoetxea |

##### Returkamp
| 16. august 2017 23:00 |

| Real Madrid                | 2–0     | Barcelona |
| -------------------------- | ------- | --------- |
| - Asensio 4' - Benzema 39' | Rapport |           |

| Santiago Bernabéu, Madrid Tilskuere: 75.167 Dommer: José María Sánchez Martínez |

#### Copa Federación de España
| Hold 1        | Samlet | Hold 2         | 1. kamp | 2. kamp |
| ------------- | ------ | -------------- | ------- | ------- |
| Ontinyent (3) | 0–1    | Pontevedra (3) | 0–1     | 0–0     |

## Kvindefodbold

### Ligasæson

#### Primera División
| Pos | Hold               | K  | V  | U | T  | M+ | M- | MF  | P  | Kvalifikation eller nedrykning                              |
| --- | ------------------ | -- | -- | - | -- | -- | -- | --- | -- | ----------------------------------------------------------- |
| 1   | Atlético Madrid    | 30 | 24 | 5 | 1  | 74 | 21 | +53 | 77 | Kvalifikation til UEFA Champions League og Copa de la Reina |
| 2   | FC Barcelona       | 30 | 24 | 4 | 2  | 98 | 12 | +86 | 76 | Kvalifikation til UEFA Champions League og Copa de la Reina |
| 3   | Athletic Club      | 30 | 18 | 2 | 10 | 51 | 41 | +10 | 56 | Kvalifikation til Copa de la Reina                          |
| 4   | UD Granadilla TS   | 30 | 16 | 6 | 8  | 48 | 33 | +15 | 54 | Kvalifikation til Copa de la Reina                          |
| 5   | Valencia CF        | 30 | 14 | 8 | 8  | 49 | 32 | +17 | 50 | Kvalifikation til Copa de la Reina                          |
| 6   | Real Betis         | 30 | 14 | 4 | 12 | 40 | 37 | +3  | 46 | Kvalifikation til Copa de la Reina                          |
| 7   | Real Sociedad      | 30 | 10 | 8 | 12 | 42 | 37 | +5  | 38 | Kvalifikation til Copa de la Reina                          |
| 8   | Levante UD         | 30 | 11 | 5 | 14 | 49 | 50 | −1  | 38 | Kvalifikation til Copa de la Reina                          |
| 9   | Sporting de Huelva | 30 | 11 | 5 | 14 | 35 | 42 | −7  | 38 |                                                             |
| 10  | Madrid CFF         | 30 | 10 | 6 | 14 | 34 | 56 | −22 | 36 |                                                             |
| 11  | Rayo Vallecano     | 30 | 9  | 6 | 15 | 39 | 63 | −24 | 33 |                                                             |
| 12  | Sevilla FC         | 30 | 8  | 7 | 15 | 35 | 50 | −15 | 31 |                                                             |
| 13  | Fundación Albacete | 30 | 8  | 6 | 16 | 42 | 58 | −16 | 30 |                                                             |
| 14  | RCD Espanyol       | 30 | 7  | 8 | 15 | 22 | 42 | −20 | 29 |                                                             |
| 15  | Zaragoza CFF       | 30 | 6  | 5 | 19 | 31 | 67 | −36 | 23 | Nedrykning til Segunda División                             |
| 16  | Santa Teresa CD    | 30 | 4  | 7 | 19 | 20 | 68 | −48 | 19 | Nedrykning til Segunda División                             |

### Pokalturneringer

#### Copa de la Reina
| 2. juni 2018 20:30 |

| Barcelona        | 1–0 | Atlético Madrid |
| ---------------- | --- | --------------- |
| Caldentey 120+2' |     |                 |

| Estadio Romano, Mérida Tilskuere: 13.600 Dommer: Marta Huerta |